# Завада (Замойский повет)
Завада (пол. Zawada) — деревня в Замойском повете Люблинского воеводства Польши. Входит в состав гмины Замость. Находится примерно в 10 км к западу от центра города Замосць. По данным переписи 2011 года, в деревне проживало 1736 человек.
В 1975—1998 годах деревня входила в состав Замойского воеводства.

## Население
Демографическая структура по состоянию на 31 марта 2011 года:
|         | Всего | До трудоспособного возраста | Трудоспособного возраста | Старше трудоспособного возраста |
| ------- | ----- | --------------------------- | ------------------------ | ------------------------------- |
| Мужчины | 847   | 184                         | 582                      | 81                              |
| Женщины | 889   | 170                         | 518                      | 201                             |
| Всего   | 1736  | 354                         | 1100                     | 282                             |